# Ich hätte mich …
Ich hätte mich … ist ein nur wenige Zeilen (166 Wörter) umfassendes Prosastück von Franz Kafka, welches das sogenannte Oxforder Oktavheft 3 des Autors eröffnet, das zwischen Februar und April 1917 beschrieben wurde. Es wurde im Rahmen der Kritischen Ausgabe von Kafkas Schriften, die der S. Fischer Verlag seit 1982 besorgte, nach der handschriftlichen Vorlage veröffentlicht.

## Inhalt und Textzusammenhang
Ein Ich-Erzähler bedauert, dass er über das Wesen einer gewissen Treppe nicht näher Bescheid weiß und keine Anstrengungen unternommen hat, darüber Kenntnisse zu erlangen: „Ich hätte mich doch wohl früher darum kümmern sollen, wie es sich mit dieser Treppe verhielt […]“. Er überlegt, ob er Informationen zu dieser Treppe vielleicht zu oberflächlich gesucht hat, und auch die vage Vermutung, dass er vielleicht einmal in einem Kinderbuch von einer ähnlichen Treppe gelesen habe, hilft ihm nicht weiter.
Die Erzählung wurde erst aus Kafkas Nachlass herausgegeben. Für eine weitere Erzählung, die Kafka zu Lebzeiten veröffentlichte, nämlich Ein altes Blatt im Rahmen des Erzählbandes Ein Landarzt, und die er in demselben Oktavheft entwarf, wählte er einen ganz ähnlichen Einstieg: „Es ist als wäre viel vernachlässigt worden in der Verteidigung unseres Vaterlandes. Wir haben uns bisher nicht darum gekümmert […]“.

## Deutungsmöglichkeiten
Der Text reflektiert wie mehrere Kafka-Texte den Vorgang der Textproduktion selbst. In diesem Fall kann das am doppeldeutigen Wort „Absatz“ festgemacht werden, an dem „die Grenze zwischen ‚realem‘ Gegenstand Treppe und ‚literarischem‘ Dispositiv verwischt [wird]“: „Oft warst Du zerstreut, hast Absatze [sic] ausgelassen, hast Dich sogar mit Überschriften begnügt […]“.

## Ausgaben
- Franz Kafka: Erzählungen und andere ausgewählte Prosa. Herausgegeben von Roger Hermes. Fischer Taschenbuch Verlag, Frankfurt am Main 1996, ISBN 978-3-596-13270-6.
- Franz Kafka: Oxforder Oktavhefte 3 & 4. Historisch-Kritische Ausgabe sämtlicher Handschriften, Drucke und Typoskripte. Herausgegeben von Roland Reuß und Peter Staengle. Stroemfeld Verlag, Frankfurt am Main und Basel 2008, ISBN 978-3-86600-107-7.